# 사이카이촌 (이시카와현 하쿠이군)
사이카이촌(西海村)은 이시카와현 하쿠이군에 설치되었던 촌이다. 현재의 시카정에 해당한다.